# إغريمة إبريقية الشكل
غريميا إبريقية الشكل (الاسم العلمي: Grimmia urceolaris) هي نوع من النباتات تتبع جنس الغريميا من الفصيلة الغريمية.